# Caragana beefensis
Caragana beefensis är en ärtväxtart som beskrevs av Samarendra Nath Biswas. Caragana beefensis ingår i släktet karaganer, och familjen ärtväxter.

## Underarter
Arten delas in i följande underarter:
- C. b. auriculata
- C. b. beefensis